# 基斯萊
49°45′16″N 36°1′31″E / 49.75444°N 36.02528°E
基斯萊（烏克蘭語：Кисле）是位於烏克蘭東部的村莊，由哈爾科夫州丘胡伊夫区的茲米伊夫市鎮負責管轄。該村始建於1659年，面積0.11平方公里，海拔高度143米，2001年人口50，人口密度每平方公里446.4人。